# ボロ・タクシー

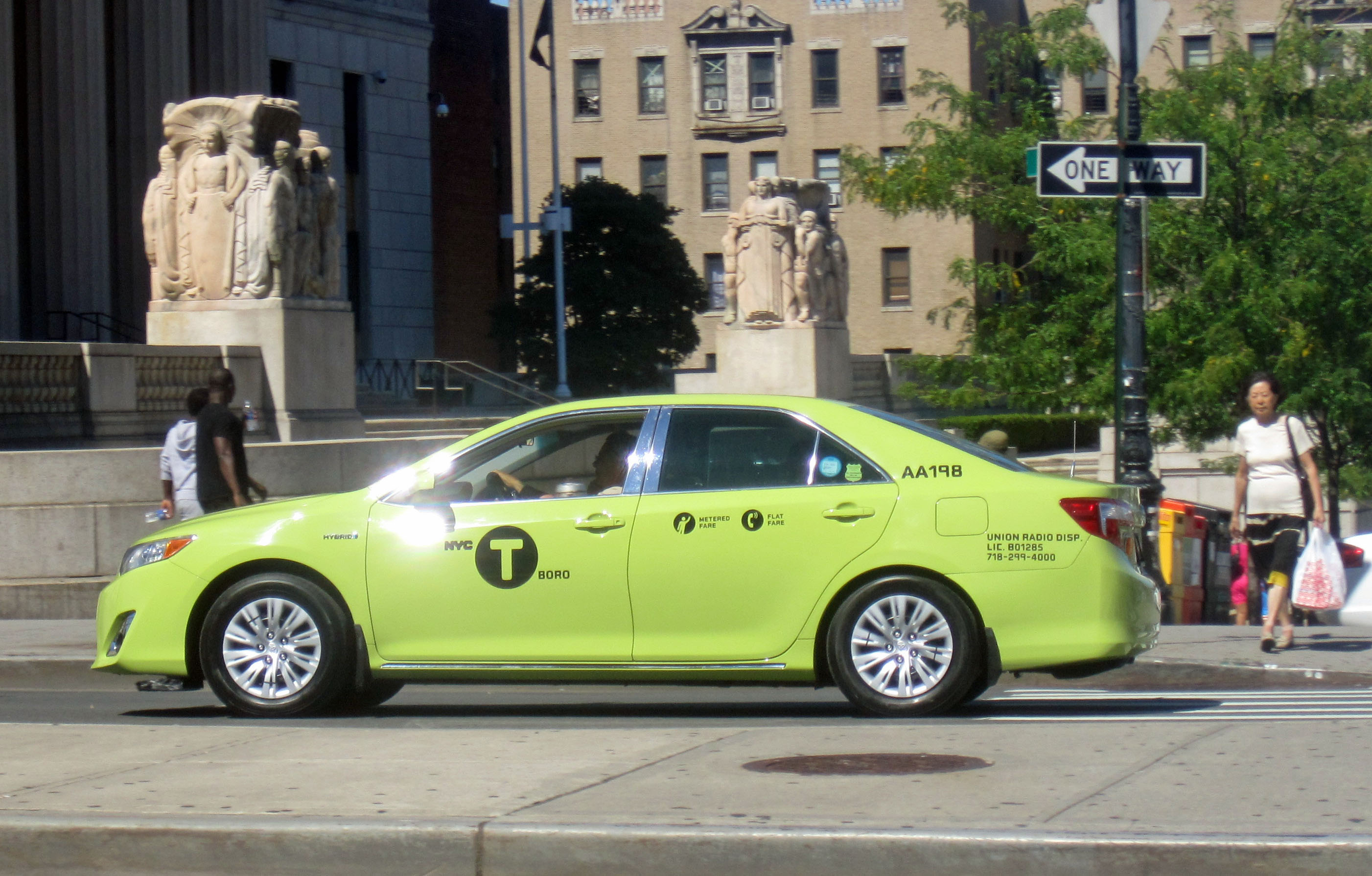
ブロンクスのストリートを走る青リンゴ色 (apple green) の"ボロ・タクシー"。

ボロ・タクシー (Boro taxi) またはボロ・キャブ (boro cab) は、ニューヨーク市のタクシー (en) の一形態である。このタクシーは、マンハッタン以外の区 (outer boroughs) およびマンハッタンの東96丁目 (en) または西110丁目以北で客を乗せる（通りの呼び止めまたは電話呼び出しで拾う）ことが許可されているタクシーである。車体の色は青リンゴ色 apple green（鮮緑色 bright green）で、ニューヨーク市の伝統的なイエロー・キャブと見分けられるようになっている。

## 歴史
かつては、車体を独特の黄色に塗装した"メダリオン・タクシー" (medallion taxicabs) のみが通りでの乗客の呼び止め (street hail) に応じて拾うことが許可されていた。Taxi and Limousine CommissionによるGPSを用いたタクシーの運行状況の解析結果、乗客のピックアップの95%はマンハッタンの96丁目以南およびJFK空港とラガーディア空港で行われていることが判明した。つまり、アウター・ボロウ（クイーンズ、ブルックリン、ブロンクス、スタテン・アイランド）では乗客がほとんど正規のタクシーにアクセスできていないことが鮮明になった。"ボロ・タクシー"がこのタクシーの過疎地域で乗客を拾うことで、この不都合を解消することを目指して、Five Borough Taxi PlanがStreet Hail Liveryプログラムとともに開始された。2011年1月、マイケル・ブルームバーグ市長はこの計画をニューヨーク市演説の宣言の中で発表した。
2011年12月、アンドリュー・クオモ知事はFive Borough Taxi Planを認可する州法に署名した。これには18,000台の新しいボロ・タクシーの導入と車いす対応の2,000台の新しいイエロー・メダリオンの販売が盛り込まれていた。これらは全てとなっている。この法律はリヴァリー・キャブ（個人または会社が、許可されたルールに則り、車体の色を統一して行う輸送サービス）の流しで乗客を拾うことを合法にしたが、オークションを通じて一台当たり平均$700,000で販売されたイエロー・タクシー・メダリオンに見られたように高コストになるであろうことから、リヴァリー・キャブのドライバーと政治家の一部はこの法律に好意的でなかった。Taxi and Limousine Commissionはボロ・タクシーの認可は$1,500のコストがかかり、三年間は良好であろうと明示した。
2012年4月、ブルームバーグ市長はボロ・タクシーに関する法律を採択した10日後に、車体の色の選択を公表した。公式カラーは青リンゴ色 ("apple green") と呼ばれる薄緑色 (light green) である。この色は、伝統的なイエロー・タクシーおよび市の緊急車両と区別できるようデザイン・ファームと協議の結果選ばれた。市長は、このタクシーの色の名前をニューヨーク市のニックネームであるビッグ・アップルと合わせるように指示した。またグリーンはニューヨーク市の環境配慮の取り組みを表す色でもある。

## サービス
ボロ・タクシーは、空港以外のマンハッタンの東96丁目と西110丁目以北、およびアウター・ボロー（ブロンクス、ブルックリン、クイーンズ、およびスタテン・アイランド）で乗客を乗せることができる。乗客を降ろすのはどこでも許可されているが、新しく乗客を乗せるのは"イエロー・ゾーン"（マンハッタンの東96丁目と西110丁目以南および空港）では許可されていない。対するイエロー・キャブは、ニューヨーク市のどこでも乗客を拾い、降ろすことができる。
ボロ・タクシーは様々な車種が存在するが、車体の色はアップル・グリーンで統一されており、拾う際はすぐにわかるようになっている。各車体は、イエロー・キャブと同様、GPS、デビット・クレジットカード決済、メーター、天井の採光窓、カメラ、パーティションが備わっている。また、料金メーターはイエローキャブと同じに設定されている。装備されているGPSはイエロー・ゾーンでの乗客のピックアップを行っていないか追跡するためにも用いられる。
ボロ・タクシーはリヴァリー・サービス（個人または会社が、許可されたルールに則り、車体の色を統一して行う輸送サービス）の一部であるため、各車は会社（または車両基地）に登録されている。基地局名と電話番号のステッカーが車体後部のパネルに貼付けられている。乗客は電話呼び出しでピックアップ場所と目的地を予約することができるが、ピックアップ場所は空港を除くイエロー・ゾーン以外が許可されている。空港は通常はイエロー・ゾーンに含まれるが、事前予約の場合はピックアップ場所として許可されている料金は交渉することができる。事前予約の場合は料金は交渉可能である。